# 约昂·德拉特
约昂·德拉特（法語：Yohan Delattre，1968年1月24日—），法国前男子手球运动员。他曾代表法国国家队参加1996年夏季奥林匹克运动会手球比赛，结果队伍获得第四名。